# スパイスガーデン
劇団スパイスガーデン（英称：Spice Garden）は、日本の劇団及び俳優集団。2008年10月4日結成。
メンバー全員が出演する作品についてここで記載する。メンバーが単独出演する物については、各個人の項を参照。

## 概要
2008年10月、本来は映画・ドラマ制作会社であるアットムービーのプロデュースによりワークショップオーディションを経て旗揚げされた。
旗揚げ公演「バンカラ～友へ捧げる最後のエール～」は全公演満席の6日間で合計約700名を動員。 第2回公演「アイドル～失われたキミを求めて～」では、約1200名を動員した。
2021年12月31日より劇団としての活動を無期限活動休止中。

## メンバー
- 竹田光呂（旧・栗原寛孝）
- 松尾英太郎
- 山中雄輔 (リーダー)
- 小西貴大
- 静谷篤（旧・山本篤士）

### 旧メンバー
- 和田成正(2012年7月31日付で退団)
- 飯田隆裕(2021年12月31日付で退団)

## 公演

### 旗揚げ公演
「バンカラ～友へ捧げる最後のエール～」
作・演出 及川拓郎
2008年11月19日～11月24日　シアターグリーン

### 第2回公演
「アイドル〜失われたキミを求めて〜」
作・演出 及川拓郎
客演 泉亜樹、高橋明日香、中尾ちひろ、児玉磨利、菅原由理子
2009年9月1日～9月6日　中野ザ・ポケット

### 番外公演 Vol.1
「～fight!!～」
作・演出 和田成正、栗原寛孝、松尾英太郎、山中雄輔、飯田隆裕
2010年2月17日～21日 参宮橋TRANCE MISSION

### 第3回公演
「シャッフル」
作・演出 及川拓郎
2010年11月2日～11月14日　千本桜ホール

### 第4回公演
「バンカラ～友へ捧げる最後のエール～」
作・演出 及川拓郎
2011年7月　築地本願寺ブディストホール、侍学園・イマジンホール、奥州市文化会館

### 東京タワーエンタメ祭
「シャッフル」
作・演出 及川拓郎
客演 倉貫匡弘、永岡卓也、西村ミツアキ、落合モトキ、松岡佑季、宮平安春、矢崎広、齋藤ヤスカ、中村龍介、平野靖幸
2011年10月28日～11月13日　東京タワー１F特設ホール

### 第5回公演
「ESP.」
作 大歳倫弘　演出 田中聡元
2012年9月19日～30日　中目黒ウッディシアター

### 番外公演 Vol.2
「SEASON」
作・演出 栗原寛孝、松尾英太郎、山中雄輔、飯田隆裕
2013年2月20日(水)～2月25日(月) 参宮橋トランスミッション

### 第6回公演
「移動するプリズン」
作・演出 徳尾浩司(とくお組)
客演 柾木玲弥、戸塚純貴、黒川将夫
2013年10月29日（火）～11月3日（日）　千本桜ホール

### 番外公演 Vol.3
「カルテット」
作・演出 栗原寛孝、松尾英太郎、山中雄輔、飯田隆裕
2014年3月11日（火）～3月16日（日） 大塚レ・サマースタジオ

### 実験公演 Vol.1
「刺激的庭」
作 石原まこちん、鈴木太一、舘そらみ
演出 栗原寛孝、松尾英太郎、山中雄輔、飯田隆裕
2014年8月5日（火）～10日（日） ギャラリーLE DECO 5Ｆ

### 第7回公演
「男たちの馬鹿」
作・演出 谷口健太郎(プラズマニア/リリカル・バレット)
客演 加藤啓(拙者ムニエル)、豊永英憲、北代高士
2014年11月11日（火）～11月16日（日）　Geki地下リバティ

### 番外公演 Vol.4
「キッチン」
作・演出 栗原寛孝、松尾英太郎、山中雄輔、飯田隆裕
2015年4月7日（火）～ 4月12日（日）　キーノートシアター

### 実験公演 Vol.2
「刺激的庭」
作 田中眞一、みよしあやと、上田航平（ゾフィー）
演出 栗原寛孝、松尾英太郎、山中雄輔、飯田隆裕
2016年3月8日（火）～13日（日） 下北沢ギャラリー

### 第8回公演
「ブルーカラーズ」
作 田中眞一
演出 劇団スパイスガーデン
客演 永岡卓也、百瀬朔、幹仁
2016年11月8日～13日　千本桜ホール

### 番外公演 Vol.5
「さよならデイズ」
　作・演出 劇団スパイスガーデン
　2017年5月3日～7日　下北沢ギャラリー

### 第9回公演
「ザ・オーディション」
作・演出 劇団スパイスガーデン
2017年11月7日～12日　千本桜ホール

### 第10回公演
「DRESSING ROOM」
作・演出 劇団スパイスガーデン
2018年5月8日～13日　OFF・OFFシアター

### 第11回公演
「リバー＆フェニックス」
作・演出 劇団スパイスガーデン
2019年4月9日～14日　OFF・OFFシアター

## 主な出演作品
メンバー全員が出演している作品のみ記載。メンバーが単独出演する物については、各個人の項を参照。

### 映画
- シャッフル（2011年）第3回公演「シャッフル」を原作として映画化されたもの。
- 家族マニュアル(2019年)※短編映画
- トーキョーサンライズ(2020年)※短編映画

### ドラマ
- 妄想姉妹〜文學という名のもとに〜（日本テレビ　2009年）
- ザ・クイズショウ（ゴールデン版）（日本テレビ　2009年）
- 深夜食堂（毎日放送/TBS　2009年）
- TAXMEN（TOKYO MX/テレビ神奈川　2010年）
- プロゴルファー花（ytv/日本テレビ　2010年）
- 宇宙犬作戦（テレビ東京　2010年）
- ザ・ミュージックショウ（日本テレビ　2011年）

### 配信ドラマ
- 電報日和（フジテレビ　2011年）
- 幻三十郎（[ネスレシアター on YouTube] 2014年）

### 舞台
- TEAM NACS ニッポン公演『WARRIOR〜唄い続ける侍ロマン』(2012年、主要キャスト以外の役全般を演じる「アンサンブル」として参加。和田は「スパイスガーデン」として最後の仕事となった)